# لاري مكلور
لاري مكلور (بالإنجليزية: Larry McClure) هو لاعب كرة قاعدة أمريكي، ولد في 8 أكتوبر 1884 في واين في الولايات المتحدة، وتوفي في 1 سبتمبر 1949 في هنغتينغتون في الولايات المتحدة.